# ASAC Concorde
Association Sportive Artistique et Culturelle de la Concorde (tiếng Ả Rập: الجمعية الرياضية الفنية و الثقافية للوئام) hay ASAC Concorde là một câu lạc bộ bóng đá Mauritanie đến từ Nouakchott.

## Thành tích
- Giải bóng đá hạng nhất quốc gia Mauritanie

Vô địch (2): 2008, 2017.
- Cúp bóng đá Mauritanie

Vô địch (1): 2009.
- Siêu cúp bóng đá Mauritanie

Vô địch (1): 2012.

## Thành tích ở các giải đấu CAF
- Cúp Liên đoàn CAF: 1 lần

2007 – Vòng Sơ loại